# Segunda División 2012-2013 (Spagna)
L'edizione 2012-2013 della Segunda División (detta Liga Adelante per ragioni di sponsorizzazione) è l'82º campionato di calcio spagnolo di seconda divisione.
La stagione regolare è incominciata il 17 agosto 2012 e terminerà il 9 giugno 2013, per quanto riguarda la stagione regolare. È quindi prevista una fase di playoff per la promozione con date fissate al 12, 16, 19 e 23 di giugno. Debutta nella competizione il Mirandés.
Al termine della stagione precedente sono riuscite ad ottenere la promozione nella Liga BBVA il Deportivo, il Celta Vigo, che al termine della stagione regolare erano arrivate rispettivamente 1ª e 2ª, e il Valladolid (che era arrivato 3ª al termine della stagione regolare), grazie alla vittoria nella finale dei playoff.

Sono retrocesse invece in Segunda División B il Gimnàstic (22º), l'Alcoyano (21º), il Cartagena (20º) e il Villarreal B che, nonostante la 12ª posizione finale, ha dovuto scendere di categoria a causa della concomitante retrocessione della prima squadra del Villarreal dalla Liga BBVA.

Dalla Liga BBVA 2011-2012 sono retrocesse, oltre al già citato Villarreal, lo Sporting Gijón e il Racing Santander, mentre hanno ottenuto la promozione dalla Segunda División B il Real Madrid Castilla, il Mirandés, la Ponferradina e il Lugo.

## Promozioni e retrocessioni

### Dalla Segunda División
Promosse in Liga BBVA
- Deportivo
- Celta Vigo
- Valladolid

Retrocesse in Segunda División B
- Alcoyano
- Cartagena
- Gimnàstic
- Villarreal B

### In Segunda División
Retrocesse dalla Liga BBVA
- Racing Santander
- Sporting Gijón
- Villarreal

Promosse dalla Segunda División B
- Lugo
- Mirandés
- Ponferradina
- Real Madrid Castilla

## Squadre partecipanti
| Club              | Città                      | Stadio                              | Risultato Stagione 2011-2012                                   |
| ----------------- | -------------------------- | ----------------------------------- | -------------------------------------------------------------- |
| Alcorcón          | Alcorcón                   | Stadio Santo Domingo                | 4° in Segunda División                                         |
| Almería           | Almería                    | Estadio de los Juegos Mediterráneos | 7° in Segunda División                                         |
| Barcellona B      | Barcellona                 | Mini Estadi                         | 8° in Segunda División                                         |
| Córdoba           | Cordova                    | Nuevo Arcángel                      | 6° in Segunda División                                         |
| Elche             | Elche                      | Estadio Martínez Valero             | 11° in Segunda División                                        |
| Girona            | Girona                     | Estadi Montilivi                    | 15° in Segunda División                                        |
| Guadalajara       | Guadalajara                | Stadio Pedro Escartín               | 16° in Segunda División                                        |
| Hércules          | Alicante                   | Stadio José Rico Pérez              | 5° in Segunda División                                         |
| Huesca            | Huesca                     | Estadio El Alcoraz                  | 13° in Segunda División                                        |
| Las Palmas        | Las Palmas de Gran Canaria | Estadio de Gran Canaria             | 9° in Segunda División                                         |
| Lugo              | Lugo                       | Estadio Anxo Carro                  | 3° nel gruppo I della Segunda División B, promosso ai playoff  |
| Mirandés          | Miranda de Ebro            | Stadio Municipal de Anduva          | 1° nel gruppo II della Segunda División B, promosso ai playoff |
| Numancia          | Soria                      | Nuevo Estadio Los Pajaritos         | 10° in Segunda División                                        |
| Ponferradina      | Ponferrada                 | Estadio El Toralín                  | 2° nel gruppo II della Segunda División B, promosso ai playoff |
| Racing Santander  | Santander                  | El Sardinero                        | 20° in Primera División                                        |
| Real M. Castilla  | Madrid                     | Stadio Alfredo Di Stéfano           | 1° nel gruppo I della Segunda División B, promosso ai playoff  |
| Real Murcia       | Murcia                     | Stadio Nueva Condomina              | 18° in Segunda División                                        |
| Recreativo Huelva | Huelva                     | Nuevo Colombino                     | 17° in Segunda División                                        |
| Sabadell          | Sabadell                   | Estadi de la Nova Creu Alta         | 19° in Segunda División                                        |
| Sporting Gijón    | Gijón                      | Stadio El Molinón                   | 19° in Primera División                                        |
| Villarreal        | Villarreal                 | El Madrigal                         | 18° in Primera División                                        |
| Xerez             | Jerez de la Frontera       | Estadio Municipal de Chapín         | 14° in Segunda División                                        |

## Classifica
Aggiornata al 23 giugno 2013.
|  | Pos. | Squadra           | Pt | G  | V  | N  | P  | GF | GS | DR  |
|  | ---- | ----------------- | -- | -- | -- | -- | -- | -- | -- | --- |
|  | 1.   | Elche             | 82 | 42 | 23 | 13 | 6  | 54 | 27 | +27 |
|  | 2.   | Villarreal        | 77 | 42 | 21 | 14 | 7  | 68 | 38 | +30 |
|  | 3.   | Almería           | 74 | 42 | 22 | 8  | 12 | 72 | 50 | +22 |
|  | 4.   | Girona            | 71 | 42 | 21 | 8  | 13 | 74 | 56 | +18 |
|  | 5.   | Alcorcón          | 69 | 42 | 21 | 6  | 15 | 57 | 55 | +2  |
|  | 6.   | Las Palmas        | 66 | 42 | 18 | 12 | 12 | 62 | 55 | +7  |
|  | 7.   | Ponferradina      | 66 | 42 | 19 | 9  | 14 | 57 | 50 | +7  |
|  | 8.   | Real M. Castilla  | 58 | 42 | 17 | 7  | 17 | 79 | 61 | +18 |
|  | 9.   | Barcellona B      | 57 | 42 | 15 | 12 | 15 | 76 | 71 | +5  |
|  | 10.  | Sporting Gijón    | 56 | 42 | 15 | 11 | 16 | 60 | 53 | +7  |
|  | 11.  | Lugo              | 56 | 42 | 15 | 11 | 16 | 46 | 54 | -8  |
|  | 12.  | Recreativo Huelva | 54 | 42 | 15 | 9  | 18 | 46 | 57 | -11 |
|  | 13.  | Córdoba           | 53 | 41 | 15 | 9  | 17 | 55 | 54 | +1  |
|  | 14.  | Mirandés          | 52 | 42 | 13 | 13 | 16 | 35 | 51 | -16 |
|  | 15.  | Numancia          | 52 | 41 | 12 | 16 | 13 | 52 | 55 | -3  |
|  | 16.  | Sabadell          | 52 | 42 | 14 | 10 | 18 | 54 | 69 | -15 |
|  | 17.  | Hércules          | 50 | 42 | 13 | 11 | 18 | 43 | 53 | -10 |
|  | 18.  | Guadalajara       | 50 | 42 | 12 | 14 | 16 | 46 | 53 | -7  |
|  | 19.  | Real Murcia       | 47 | 42 | 12 | 11 | 19 | 43 | 56 | -13 |
|  | 20.  | Racing Santander  | 46 | 42 | 12 | 10 | 20 | 38 | 51 | -13 |
|  | 21.  | Huesca            | 45 | 42 | 11 | 12 | 19 | 46 | 58 | -12 |
|  | 22.  | Xerez             | 30 | 42 | 7  | 9  | 26 | 38 | 74 | -36 |

Legenda:

      Promosse in Primera División 2013-2014
 Qualificate ai play-off promozione
      Retrocesse in Segunda B 2013-2014

## Verdetti
Promosse
- Elche promosso in Primera División come prima classificata.
- Villarreal promosso in Primera División come seconda classificata.
- Almería promosso in Primera División dopo aver vinto i playoff.

Retrocesse
- Guadalajara retrocesso amministrativamente in Segunda División B per irregolarità finanziarie.
- Racing Santander retrocesso in Segunda División B come terzultima classificata.
- Huesca retrocesso in Segunda División B come penultima classificata.
- Xerez retrocesso in Segunda División B come ultima classificata.

### Statistiche e Record
Aggiornata al 24 giugno 2013 (campionato finito)
- Maggior numero di vittorie:  Elche 23
- Minor numero di vittorie:  Xerez 7
- Maggior numero di pareggi:  Numancia 16
- Minor numero di pareggi:  Alcorcón 6
- Maggior numero di sconfitte:  Xerez 26
- Minor numero di sconfitte:  Elche 6
- Miglior attacco:  Real M. Castilla 79 gol fatti
- Peggior attacco:  Mirandés 35 gol fatti
- Miglior difesa:  Elche 27 gol subiti
- Peggior difesa:  Xerez 74 gol subiti
- Miglior differenza reti:  Villarreal +30
- Peggior differenza reti:  Xerez -36
- Partita con maggiore scarto di gol:  Villarreal- Numancia 6-1 5 e  Real M. Castilla- Mirandés 6-1 5
- Partita con più reti:  Barcellona B- Almería 4-5 9

## Play-off
Tabellone
|  | Semifinali | Semifinali | Semifinali | Semifinali | Semifinali |  |  | Finale  | Finale  | Finale | Finale | Finale |  |
|  |            |            |            |            |            |  |  |         |         |        |        |        |  |
|  | 6          | Las Palmas | 1          | 1          | 2          |  |  |         |         |        |        |        |  |
|  | 3          | Almería    | 1          | 2          | 3          |  |  | Girona  | Girona  | 0      | 0      | 0      |  |
|  | 5          | Alcorcón   | 1          | 1          | 2          |  |  | Almeria | Almeria | 1      | 3      | 4      |  |
|  | 4          | Girona     | 1          | 3          | 4          |  |  |         |         |        |        |        |  |

## Classifica marcatori
Aggiornata al 24 giugno 2013.
| Gol |  |  | Giocatore           | Squadra           |
| --- |  |  | ------------------- | ----------------- |
| 27  |  |  | Charles             | Almería           |
| 22  |  |  | Jesé Rodríguez      | Real M. Castilla  |
| 21  |  |  | Fonseca             | Ponferradina      |
| 18  |  |  | Gerard Deulofeu     | Barcellona B      |
| 18  |  |  | Oriol Riera         | Alcorcón          |
| 17  |  |  | Javier Portillo     | Hércules          |
| 16  |  |  | Carlos Javier Acuña | Girona            |
| 16  |  |  | Óscar Díaz          | Lugo              |
| 15  |  |  | Chuli               | Recreativo Huelva |
| 15  |  |  | Vitolo              | Las Palmas        |
| 14  |  |  | Manu Lanzarote      | Sabadell          |
| 14  |  |  | Ikechukwu Uche      | Villarreal        |